# 薩羅切峰國家公園

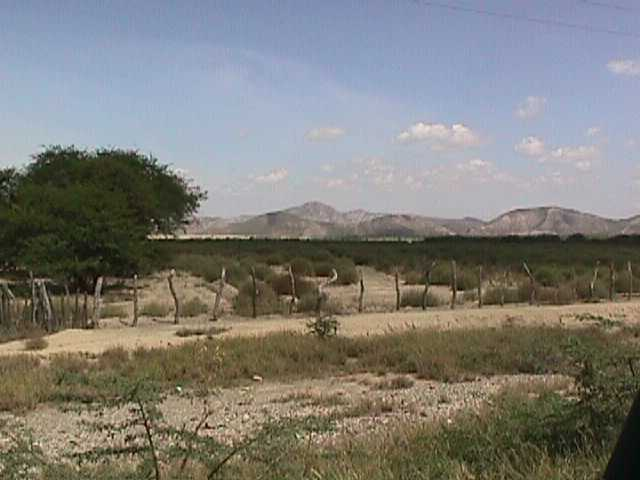

薩羅切峰國家公園是委內瑞拉的國家公園，位於該國西北部，由拉臘州負責管轄，面積320平方公里，始建於1989年12月13日，受半乾旱氣候影響，平均海拔高度1,250米。